# مدينا (نيويورك)
مدينا (بالإنجليزية: Medina, New York)‏ هي منطقة سكنية تقع في الولايات المتحدة في نيويورك (ولاية). يقدر عدد سكانها بـ 6,065 نسمة .